# Championnat de Belgique féminin de football de D2
Cet article traite uniquement de la compétition féminine. Pour la compétition masculine, voir Championnat de Belgique de football de deuxième division.
Le championnat de Belgique féminin de football de D2 est une compétition de football féminin, qui correspond au 2e échelon national.
La compétition commence fin août et se termine début mai. Elle compte seize équipes et est organisée selon le système de la victoire à trois points. Chaque équipe joue 30 matchs : les 15e et 16e descendent en division 2 et le champion ne monte pas nécessairement pas en « Super League », car il y a des conditions de licence. Si le champion est une équipe B, il n'est pas promu vu qu'il ne peut y avoir qu'une seule équipe d'un même club dans chaque division.
Le championnat est actuellement géré par la Fédération royale belge de football.

## Histoire
Lorsque la première division est créée en 1973, les championnats provinciaux sont les échelons directement inférieurs. La 2e division est organisée pour la première fois en 1981 (suivie d'une 3e division vingt ans plus tard).
De 1981-1982 à 1989-1990, la Division 2 était constituée d'un seul groupe. De 1990-1991 à 2000-2001, il y en a deux : la D2A et la D2B. Depuis 2001-2002, date de la création de la D3, il n'y a plus qu'une seule Division 2.
En 2012, à la suite de l'instauration de la BeNe Ligue, ce 2e niveau représente la "D1". En 2015, la Lotto Super League se limitant à la Belgique vient redistribuer les cartes, et l'antichambre de l'élite devient l'équivalent d'une "D2" nationale.
La saison 2024-2025 est notamment marquée par la forte présence des formations B d'équipes premières, comme depuis quelques années déjà. Cette particularité s'explique par le fait, parmi d'autres, que certaines équipes comme La Louvière se développent depuis peu. Cette formation malgré sa montée des provinciales, arrive tout de même à décrocher son ticket pour le deuxième niveau national en fin de saison.

## Organisation

### Format de la compétition
Le championnat oppose les seize clubs nationaux pour trente rencontres jouées durant la saison régulière durant la saison 2024-2025. Le classement est basé sur le barème suivant: une victoire vaut trois points, un match nul un, la défaite zéro point. Les critères de départage entre plusieurs équipes sont, dans l'ordre d'importance, le plus grand nombre de points, la plus grande différence de buts générale, les confrontations directes entre les équipes concernées (avec application de la règle des buts marqués à l'extérieur), le plus grand nombre de buts marqués et le plus grand nombre de buts marqués pendant une rencontre.
À la fin de la saison, l'équipe terminant en tête du classement est sacrée championne de Belgique de deuxième division, alors que les trois dernières équipes sont reléguées en troisième division. Un club sportivement relégué peut être repêché si une ou plusieurs équipes ayant fini dans les premières places sont rétrogradées administrativement ou si l’un des promus se voit refuser la promotion en Dames Nationale I.
| Club                  | Depuis | Entraîneur            | Stade                           | Capacité théorique | Nombre de saisons en 2024-2025 |
| --------------------- | ------ | --------------------- | ------------------------------- | ------------------ | ------------------------------ |
| Bruges B              | ?      | David Antunes Pereira | The Nest                        | 4 400              | ?                              |
| Zulte Waregem B       | ?      | Angelo Gaytant        | Gemeentelijk Sportstadion Zulte | 2 500              | ?                              |
| Moldavo               | ?      | Alan Vaneysendeyk     | George Claess Stadion           | 5 000              | ?                              |
| KV Malines            | 2024   | Inne De Smet          | De Nekker                       | 600                | 1re                            |
| OHL B                 | ?      | Tom Schoovaerts       | Gemeentelijk Stadion            | 1 500              | ?                              |
| KVK Tirlemont         | ?      | Jan Couwenbergh       | Stade Julien Bergé              | 7 100              | ?                              |
| Standard de Liège B   | ?      | Fabrice Burdziak      | SL16 Football Campus            | 2 000              | ?                              |
| KSV Bredene           | ?      | Karim Stockx          | Het Kuipje                      | 8 035              | 1re                            |
| FCF White Star Woluwé | 2024   | Audrey Demoustier     | Stade Fallon                    | 3 165              | 1re                            |
| Anderlecht B          | ?      | Michiel Deweer        | Campus Proximus Basecamp        | 1 500              | ?                              |
| Famkes Dixmude        | ?      | Maarten Beele         | Stade De Kouter                 | 600                | ?                              |
| Bilzen United         | ?      | Kayleigh Rigo         | Sportpark Kapelhof              | 1 500              | ?                              |
| La Gantoise B         | ?      | Ismail Achter         | Campus Planet Group Arena       | 600                | ?                              |
| Genk B                | ?      | Olivier Dunon         | Genk Ladies Sportplein          | 600                | ?                              |
| RUS Loyers            | 2024   | Louis Daphné          | Terrain Stade de Loyers         | 400                | 1re                            |
| FC Alken              | ?      | Steven Ceyssens       | Stade du Langveld               | 800                | ?                              |

## Palmarès
| Saison    | Champion                   |
| --------- | -------------------------- |
| 2012-2013 | DVC Eva's Tirlemont (1)    |
| 2013-2014 | DVC Eva's Tirlemont (2)    |
| 2014-2015 | DVC Eva's Tirlemont (3)    |
| 2015-2016 | Standard de Liège B (1)    |
| 2016-2017 | AA Gand Ladies B (1)       |
| 2017-2018 | Kontich FC (1)             |
| 2018-2019 | FCF White Star Woluwé (1)  |
| 2019-2020 | Eendracht Alost Ladies (1) |
| 2020-2021 | Kontich FC (2)             |
| 2021-2022 | KAA Gand Ladies (1)        |
| 2022-2023 | Kontich FC (3)             |
| 2023-2024 | KVC Westerlo Ladies (1)    |
| 2024-2025 | Club Bruges B (1)          |